# 19251 Totziens
19251 Totziens (1994 RY1) là một tiểu hành tinh vành đai chính được phát hiện ngày 3 tháng 9 năm 1994 bởi P. Wild ở Zimmerwald.